# Cypholophus prostratus
Cypholophus prostratus är en nässelväxtart som först beskrevs av Carl Ludwig von Blume, och fick sitt nu gällande namn av Hugh Algernon Weddell. Cypholophus prostratus ingår i släktet Cypholophus och familjen nässelväxter. Inga underarter finns listade i Catalogue of Life.